# Fútbol en los Juegos Bolivarianos
El fútbol en los Juegos Bolivarianos es la competición de ese deporte que se desarrolla en el marco de los Juegos Bolivarianos. En el torneo intervienen las selecciones nacionales de fútbol de los países miembros de la Organización Deportiva Bolivariana (Bolivia, Colombia, Ecuador, Panamá, Perú y Venezuela). Han participado diversos equipos nacionales en diferentes categorías absolutas y juveniles, celebrándose oficialmente desde 1938.
Solo participaron equipos nacionales absolutos en la primera edición de los juegos. Después de eso, principalmente participaron equipos amateur o juveniles. Desde 1993 el torneo es disputado por selecciones sub-17.

## Historia
La primera edición se disputó en la ciudad de Bogotá, en este primer campeonato intervinieron las selecciones absolutas de 5 países menos Panamá. En 1985 participaron por única vez selecciones sub-20 y a partir de la edición de 1993 en Santa Cruz participan selecciones sub-17.
Desde la edición 2005, también se organiza el torneo femenino en el que inicialmente participaban selecciones femeninas absolutas, pero desde 2013 participan las selecciones femeninas sub-20.
El campeón vigente actual en ambas ramas (masculina y femenina) es Colombia, siendo hasta la fecha el primer país en salir campeón en ambas ramas en dos ediciones consecutivas de fútbol en los Juegos Bolivarianos. Como dato anecdótico, Perú fue el primer campeón, tanto en el fútbol masculino como en el femenino.
Curiosamente nunca se ha jugado un torneo con las 6 selecciones afiliadas a la ODEBO, la selección masculina con más títulos es la de Perú con seis medallas de oro, y la selección femenina con más títulos es la de Colombia con tres medallas de oro.
Hasta el momento, la única edición de los Juegos Bolivarianos en la que no hubo torneo de fútbol fue en la edición de 1989.
En la edición de 2013 por primera vez participaron selecciones invitadas a la competencia: la selección de Guatemala, que participó en las ramas masculina y femenina, y las selecciones de República Dominicana y Chile, que participaron únicamente en la rama femenina.
Pero para la edición 2017 en Santa Marta (Colombia) sólo la rama masculina contó aunque sea con una selección invitada (El Salvador), mientras que la rama femenina no tuvo a ninguna selección invitada.
En la edición 2022, disputada nuevamente en Colombia (Valledupar), cuatro selecciones disputaron el torneo en cada rama, destacándose lo logrado por Colombia con su cuarto oro consecutivo en femenino, mientras Paraguay que en su debut logró medalla de oro en masculino y plata en femenino. También debutaron República Dominicana en masculino y Panamá en femenino.

## Fútbol masculino
- En cursiva las selecciones invitadas.

| Año                             | Sede                                 | Equipos                                                                | Medalla de Oro                                                         | Medalla de Plata                                                       | Medalla de Bronce                                                      |                                 |                                 |                                 |
| Torneo de selecciones absolutas | Torneo de selecciones absolutas      | Torneo de selecciones absolutas                                        | Torneo de selecciones absolutas                                        | Torneo de selecciones absolutas                                        | Torneo de selecciones absolutas                                        | Torneo de selecciones absolutas | Torneo de selecciones absolutas | Torneo de selecciones absolutas |
| ------------------------------- | ------------------------------------ | ---------------------------------------------------------------------- | ---------------------------------------------------------------------- | ---------------------------------------------------------------------- | ---------------------------------------------------------------------- | ------------------------------- | ------------------------------- | ------------------------------- |
| 1938 Detalles                   | Bogotá, Colombia                     | 5                                                                      | Perú                                                                   | Bolivia                                                                | Ecuador                                                                |                                 |                                 |                                 |
| Torneo de selecciones amateur   |                                      |                                                                        |                                                                        |                                                                        |                                                                        |                                 |                                 |                                 |
| 1947-1948 Detalles              | Lima, Perú                           | 3                                                                      | Perú                                                                   | Bolivia y Venezuela                                                    | —                                                                      |                                 |                                 |                                 |
| 1951 Detalles                   | Caracas, Venezuela                   | 5                                                                      | Colombia                                                               | Venezuela                                                              | Perú                                                                   |                                 |                                 |                                 |
| 1961 Detalles                   | Barranquilla, Colombia               | 4                                                                      | Perú                                                                   | Colombia                                                               | Venezuela                                                              |                                 |                                 |                                 |
| 1965 Detalles                   | Quito y Guayaquil, Ecuador           | 4                                                                      | Ecuador                                                                | Venezuela                                                              | Bolivia                                                                |                                 |                                 |                                 |
| 1970 Detalles                   | Maracaibo, Venezuela                 | 3                                                                      | Bolivia                                                                | Venezuela                                                              | Panamá                                                                 |                                 |                                 |                                 |
| 1973 Detalles                   | Ciudad de Panamá, Panamá             | 4                                                                      | Perú                                                                   | Colombia                                                               | Bolivia y Panamá                                                       |                                 |                                 |                                 |
| 1977 Detalles                   | La Paz, Bolivia                      | 3                                                                      | Bolivia                                                                | Venezuela                                                              | Perú                                                                   |                                 |                                 |                                 |
| 1981 Detalles                   | Barquisimeto, Venezuela              | 4                                                                      | Perú                                                                   | Colombia                                                               | Venezuela                                                              |                                 |                                 |                                 |
| Torneo de selecciones sub-20    |                                      |                                                                        |                                                                        |                                                                        |                                                                        |                                 |                                 |                                 |
| 1985 Detalles                   | Ambato, Cuenca y Portoviejo; Ecuador | 3                                                                      | Ecuador                                                                | Colombia                                                               | Perú                                                                   |                                 |                                 |                                 |
| 1989                            | Maracaibo, Venezuela                 | No se realizó torneo de fútbol durante los Juegos Bolivarianos de 1989 | No se realizó torneo de fútbol durante los Juegos Bolivarianos de 1989 | No se realizó torneo de fútbol durante los Juegos Bolivarianos de 1989 | No se realizó torneo de fútbol durante los Juegos Bolivarianos de 1989 |                                 |                                 |                                 |
| Torneo de selecciones sub-17    |                                      |                                                                        |                                                                        |                                                                        |                                                                        |                                 |                                 |                                 |
| 1993 Detalles                   | Santa Cruz y Cochabamba, Bolivia     | 5                                                                      | Bolivia                                                                | Colombia                                                               | Venezuela                                                              |                                 |                                 |                                 |
| 1997 Detalles                   | Arequipa, Perú                       | 5                                                                      | Colombia                                                               | Perú                                                                   | Venezuela                                                              |                                 |                                 |                                 |
| 2001 Detalles                   | Ambato, Ecuador                      | 5                                                                      | Perú                                                                   | Colombia                                                               | Venezuela                                                              |                                 |                                 |                                 |
| 2005 Detalles                   | Armenia y Pereira, Colombia          | 4                                                                      | Colombia                                                               | Venezuela                                                              | Ecuador                                                                |                                 |                                 |                                 |
| 2009 Detalles                   | Sucre, Bolivia                       | 3                                                                      | Bolivia                                                                | Ecuador                                                                | Venezuela                                                              |                                 |                                 |                                 |
| 2013 Detalles                   | Trujillo, Perú                       | 6                                                                      | Colombia                                                               | Ecuador                                                                | Perú                                                                   |                                 |                                 |                                 |
| 2017 Detalles                   | Santa Marta, Colombia                | 5                                                                      | Colombia                                                               | Ecuador                                                                | Venezuela                                                              |                                 |                                 |                                 |
| 2022 Detalles                   | Valledupar, Colombia                 | 4                                                                      | Paraguay                                                               | Bolivia                                                                | Colombia                                                               |                                 |                                 |                                 |
| 2025 Detalles                   | Lima y Ayacucho, Perú                | Por disputarse                                                         | Por disputarse                                                         | Por disputarse                                                         | Por disputarse                                                         |                                 |                                 |                                 |

### Medallero histórico masculino
| Fútbol Masculino en los Juegos Bolivarianos | Fútbol Masculino en los Juegos Bolivarianos | Fútbol Masculino en los Juegos Bolivarianos | Fútbol Masculino en los Juegos Bolivarianos | Fútbol Masculino en los Juegos Bolivarianos | Fútbol Masculino en los Juegos Bolivarianos |
| ------------------------------------------- | ------------------------------------------- | ------------------------------------------- | ------------------------------------------- | ------------------------------------------- | ------------------------------------------- |
| #                                           | País                                        | Oro                                         | Plata                                       | Bronce                                      | Total                                       |
| 1                                           | Perú                                        | 6                                           | 1                                           | 4                                           | 11                                          |
| 2                                           | Colombia                                    | 5                                           | 6                                           | 1                                           | 12                                          |
| 3                                           | Bolivia                                     | 4                                           | 3                                           | 2                                           | 9                                           |
| 4                                           | Ecuador                                     | 2                                           | 3                                           | 2                                           | 6                                           |
| 5                                           | Paraguay                                    | 1                                           | 0                                           | 0                                           | 1                                           |
| 6                                           | Venezuela                                   | 0                                           | 6                                           | 7                                           | 13                                          |
| 7                                           | Panamá                                      | 0                                           | 0                                           | 2                                           | 2                                           |

## Fútbol femenino
- En cursiva las selecciones invitadas

| Año                             | Sede                            | Equipos                         | Medalla de Oro                  | Medalla de Plata                | Medalla de Bronce               |                                 |                                 |                                 |
| Torneo de selecciones absolutas | Torneo de selecciones absolutas | Torneo de selecciones absolutas | Torneo de selecciones absolutas | Torneo de selecciones absolutas | Torneo de selecciones absolutas | Torneo de selecciones absolutas | Torneo de selecciones absolutas | Torneo de selecciones absolutas |
| ------------------------------- | ------------------------------- | ------------------------------- | ------------------------------- | ------------------------------- | ------------------------------- | ------------------------------- | ------------------------------- | ------------------------------- |
| 2005 Detalles                   | Armenia y Pereira, Colombia     | 5                               | Perú                            | Colombia                        | Ecuador                         |                                 |                                 |                                 |
| 2009 Detalles                   | Sucre, Bolivia                  | 5                               | Colombia                        | Ecuador                         | Venezuela                       |                                 |                                 |                                 |
| Torneo de selecciones sub-20    |                                 |                                 |                                 |                                 |                                 |                                 |                                 |                                 |
| 2013 Detalles                   | Trujillo, Perú                  | 8                               | Colombia                        | Venezuela                       | Bolivia                         |                                 |                                 |                                 |
| 2017 Detalles                   | Santa Marta, Colombia           | 5                               | Colombia                        | Ecuador                         | Venezuela                       |                                 |                                 |                                 |
| 2022 Detalles                   | Valledupar, Colombia            | 4                               | Colombia                        | Paraguay                        | Venezuela                       |                                 |                                 |                                 |
| 2025 Detalles                   | Lima y Ayacucho, Perú           | Por disputarse                  | Por disputarse                  | Por disputarse                  | Por disputarse                  |                                 |                                 |                                 |

### Medallero histórico femenino
| Fútbol femenino en los Juegos Bolivarianos | Fútbol femenino en los Juegos Bolivarianos | Fútbol femenino en los Juegos Bolivarianos | Fútbol femenino en los Juegos Bolivarianos | Fútbol femenino en los Juegos Bolivarianos | Fútbol femenino en los Juegos Bolivarianos |
| ------------------------------------------ | ------------------------------------------ | ------------------------------------------ | ------------------------------------------ | ------------------------------------------ | ------------------------------------------ |
| #                                          | País                                       | Oro                                        | Plata                                      | Bronce                                     | Total                                      |
| 1                                          | Colombia                                   | 4                                          | 1                                          | 0                                          | 5                                          |
| 2                                          | Perú                                       | 1                                          | 0                                          | 0                                          | 1                                          |
| 3                                          | Ecuador                                    | 0                                          | 2                                          | 1                                          | 3                                          |
| 4                                          | Paraguay                                   | 0                                          | 1                                          | 0                                          | 1                                          |
| 5                                          | Venezuela                                  | 0                                          | 1                                          | 3                                          | 4                                          |
| 6                                          | Bolivia                                    | 0                                          | 0                                          | 1                                          | 1                                          |